# Стоян Кожухаров
Стоян Н. Кожухаров е български драматичен актьор.

## Биография
Роден е във Варна през 1863 г. През 1895-1897 г. е сред създателите на първата театрална трупа във Варна „Напредък“. От 1897 до 1903 г. е актьор в театър „Сълза и смях“., а от 1904 до 1926 г. – в Народния театър. Почива на 17 ноември 1941 г. в София.

## Роли
Стоян Кожухаров играе множество роли, по-значимите са:
- Гремио – „Укротяване на опърничевата“ от Уилям Шекспир
- Дон Франциско – „Ернани“ от Виктор Юго
- Добревич – „Хъшове“ от Иван Вазов
- Исак – „Иванко“ от Васил Друмев
- Мейзър – „Идеалният мъж“ от Оскар Уайлд
- Жигалов – „Сватба“ от Антон Чехов[1]